# Kanton Olonzac

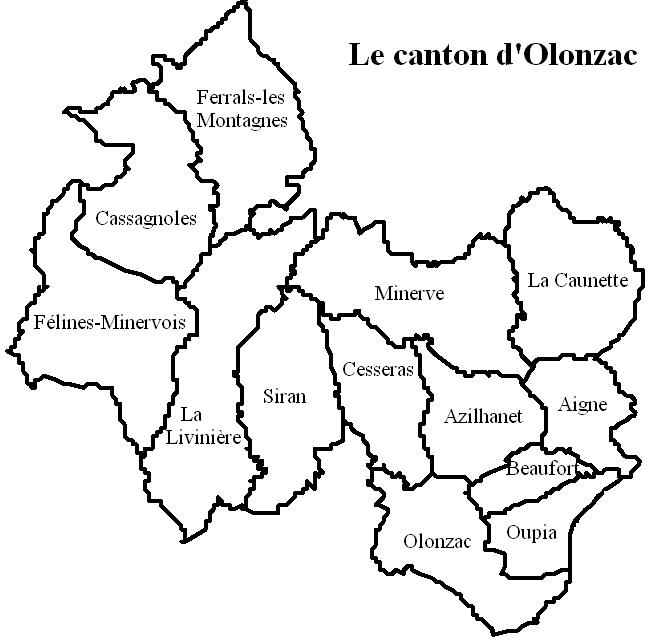
Die Lage der Gemeinden im Kanton

Der Kanton Olonzac war bis 2015 ein französischer Wahlkreis im Arrondissement Béziers, im Département Hérault und in der früheren Region Languedoc-Roussillon. Er hatte am 1. Januar 2012 5657 Einwohner.

## Gemeinden
Der Kanton umfasste die Wahlberechtigten aus 13 Gemeinden:
| Gemeinde              | Einwohner Jahr | Fläche km² | Bevölkerungsdichte | Code INSEE | Postleitzahl |
| --------------------- | -------------- | ---------- | ------------------ | ---------- | ------------ |
| Aigne                 | 269 (2013)     | –          | – Einw./km²        | 34006      | 34210        |
| Azillanet             | 395 (2013)     | –          | – Einw./km²        | 34020      | 34210        |
| Beaufort              | 211 (2013)     | –          | – Einw./km²        | 34026      | 34210        |
| Cassagnoles           | 98 (2013)      | –          | – Einw./km²        | 34054      | 34210        |
| La Caunette           | 320 (2013)     | –          | – Einw./km²        | 34059      | 34210        |
| Cesseras              | 367 (2013)     | –          | – Einw./km²        | 34075      | 34210        |
| Félines-Minervois     | 457 (2013)     | –          | – Einw./km²        | 34097      | 34210        |
| Ferrals-les-Montagnes | 158 (2013)     | –          | – Einw./km²        | 34098      | 34210        |
| La Livinière          | 552 (2013)     | –          | – Einw./km²        | 34141      | 34210        |
| Minerve               | 132 (2013)     | –          | – Einw./km²        | 34158      | 34210        |
| Olonzac               | 1757 (2013)    | –          | – Einw./km²        | 34189      | 34210        |
| Oupia                 | 286 (2013)     | –          | – Einw./km²        | 34190      | 34210        |
| Siran                 | 695 (2013)     | –          | – Einw./km²        | 34302      | 34210        |